# ペタル・スチッチ
ペタル・スチッチ（Petar Sučić, 2003年10月25日 - ）は、ボスニア・ヘルツェゴビナ・第十県リヴノ出身のプロサッカー選手。セリエAのインテル・ミラノ所属。クロアチア代表。ポジションはミッドフィールダー。
同じくプロサッカー選手のルカ・スチッチは従兄にあたる。

## 経歴
NKイスクラ・ブゴイノ、HŠKズリニスキ・モスタルのユースアカデミーを経て、2022年1月にGNKディナモ・ザグレブと5年契約を結んだ。6月にHŠKズリニスキ・モスタルへ期限付き移籍し、7月6日のFCシェリフ・ティラスポリ戦に出場してプロデビューした。
2023年に期限付き移籍を終了。7月15日、フルヴァツキ・ノゴメトニ・スーペルクプのHNKハイドゥク・スプリト戦にて、ディナモ・ザグレブでの公式戦初出場を果たした。12月にはディナモ・ザグレブと2028年6月までの契約延長に合意した。
2025年6月4日、インテル・ミラノに移籍した。

## 代表経歴
ボスニア・ヘルツェゴビナ、クロアチアの代表資格を持ち、2021年から2023年までは世代別のボスニア・ヘルツェゴビナ代表に選出されていた。
2024年3月、今後はボスニア・ヘルツェゴビナではなくクロアチア代表としてプレーすることを発表。9月にクロアチア代表に初選出され、UEFAネーションズリーグのポルトガル戦に途中出場してA代表デビューした。

## 個人成績

### 代表
| クロアチア代表 | 国際Aマッチ | 国際Aマッチ |
| 年             | 出場        | 得点        |
| -------------- | ----------- | ----------- |
| 2024           | 5           | 1           |
| 通算           | 5           | 1           |

### 代表での得点
| # | 開催日         | 開催地                          | 対戦国     | スコア | 結果 | 大会                                   |
| - | -------------- | ------------------------------- | ---------- | ------ | ---- | -------------------------------------- |
| 1 | 2024年10月15日 | ワルシャワ ワルシャワ国立競技場 | ポーランド | 2–1    | 3–3  | UEFAネーションズリーグ2024-25・リーグA |

## タイトル

### クラブ
ズリニスキ・モスタル
- プレミイェル・リーガ：1回（2022-23）
- ボスニア・ヘルツェゴビナカップ：1回（2022-23）

ディナモ・ザグレブ
- フルヴァツキ・ノゴメトニ・スーペルクプ：1回（2023）